# Schreinermühle (Herrieden)
Schreinermühle ist ein Wohnplatz der Stadt Herrieden im Landkreis Ansbach (Mittelfranken, Bayern). Schreinermühle liegt in der Gemarkung Rauenzell.

## Geografie
Die Einöde Schreinermühle besteht heute aus zwei Wohn- und fünf Nebengebäuden. Sie liegt am Schreinermühlbach, einem rechten Zufluss der Altmühl, und am Rother Holzgraben, der dort als rechter Zufluss in den Schreinermühlbach mündet. Im Nordosten liegt die bewaldete Anhöhe Röther Holz (476 m ü. NHN) und im Westen liegt der Kienberg (454 m ü. NHN). Ansonsten ist der Ort von Acker- und Grünland umgeben. 0,4 km südwestlich des Ortes gibt es einen Modellflugplatz. Haus Nr. 2 liegt an einer Gemeindeverbindungsstraße, die nach Hohenberg (1,7 km nordwestlich) bzw. zur Staatsstraße 2249 bei Rauenzell führt (0,6 km südöstlich). Ein Anliegerweg führt über den Schreinermühlbach zu Haus Nr. 1 (0,3 km nordöstlich).

## Geschichte
Der Ort wurde 1482 vom Herriedener Bürger Gebhard Schmidt erbaut und als Schleifmühle betrieben. 1717 wurde vom Schreiner Johann God eine neue Mühle erbaut. Der Ort hieß seitdem Schreinermühle, es war aber bis Ende des 18. Jahrhunderts auch die Form „Koeweyhermühle“ gebräuchlich.
Der Ort lag im Fraischbezirk des eichstättischen Oberamtes Wahrberg-Herrieden. Von 1797 bis 1808 unterstand der Ort dem Justiz- und Kammeramt Ansbach. Die Mühle erhielt die Haus Nr. 40 des Ortes Rauenzell. Zu dem Anwesen gehörten 3,1 ha Acker- und Weideland.
Im Rahmen des Gemeindeedikts wurde die Schreinermühle dem 1808 gebildeten Steuerdistrikt Rauenzell zugeordnet. Sie gehörte auch der wenig später gegründeten Ruralgemeinde Rauenzell an. Nach 1888 wird der Ort nicht mehr aufgelistet.
Am 1. Juli 1971 wurde Schreinermühle im Zuge des Gebietsreform in Bayern nach Herrieden eingemeindet.

## Einwohnerentwicklung
| Jahr      | 001818 | 001836 | 001840 | 001861 | 001871 | 001885 |
| Einwohner | 3      | 4      | 4      | *      | 5      | 8      |
| Häuser    | 1      | 1      | 1      |        |        | 21     |
| Quelle    | [ 7 ]  | [ 8 ]  | [ 9 ]  | [ 10 ] | [ 11 ] | [ 12 ] |

## Religion
Der Ort ist römisch-katholisch geprägt und bis heute nach Mariä Heimsuchung (Rauenzell) gepfarrt. Die Einwohner evangelisch-lutherischer Konfession waren ursprünglich nach Sommersdorf gepfarrt, seit Mitte des 20. Jahrhunderts ist die Pfarrei Christuskirche (Herrieden) zuständig.